# Trachypodopsis nodicaulis
Trachypodopsis nodicaulis là một loài rêu trong họ Trachypodaceae. Loài này được (Müll. Hal.) Broth. ex Paris mô tả khoa học đầu tiên năm 1909.